# Nadagarodes purpuraria
Nadagarodes purpuraria là một loài bướm đêm trong họ Geometridae.